# Pierre Bourquenoud
Pierre Bourquenoud (Vaulruz, cantó de Friburg, 21 de novembre de 1969) va ser un ciclista suís, que fou professional entre el 1996 i el 2004.

## Palmarès
- 2002
  - Vencedor d'una etapa a la Volta a Xile

### Resultats al Tour de França
- 2003. Abandona (8a etapa)
- 2004. 130è de la classificació general